# Grecia ai Giochi della XXXI Olimpiade
La Grecia ha partecipato ai Giochi della XXXI Olimpiade, che si sono svolti a Rio de Janeiro, Brasile, dal 5 al 21 agosto 2016.

## Atletica
La Grecia ha qualificato a Rio i seguenti atleti:
- Maratona maschile - 1 atleti (Michael Kalomiris)

## Nuoto
Femminile
| Atleta            | Evento         | Batterie | Batterie   | Semifinali      | Semifinali      | Finale          | Finale          |
| Atleta            | Evento         | Tempo    | Classifica | Tempo           | Classifica      | Tempo           | Classifica      |
| ----------------- | -------------- | -------- | ---------- | --------------- | --------------- | --------------- | --------------- |
| Kristel Vrouna    | 100 m farfalla | 58"89    | 22ª        | non qualificata | non qualificata | non qualificata | non qualificata |
| Anna Ntountounaki | 100 m farfalla | 58"27    | 17ª        | non qualificata | non qualificata | non qualificata | non qualificata |

Maschile
| Atleta               | Evento       | Batterie | Batterie   | Semifinali      | Semifinali      | Finale          | Finale          |
| Atleta               | Evento       | Tempo    | Classifica | Tempo           | Classifica      | Tempo           | Classifica      |
| -------------------- | ------------ | -------- | ---------- | --------------- | --------------- | --------------- | --------------- |
| Dimitrios Dimitrou   | 400 m libero | 3:54"98  | 41ª        | N.D.            | N.D.            | non qualificata | non qualificata |
| Panagiōtīs Samilidīs | 100 m rana   | 1:00"35  | 19ª        | non qualificato | non qualificato | non qualificato | non qualificato |